# Космос-956
Космос-956 је један од преко 2400 совјетских вјештачких сателита лансираних у оквиру програма Космос.
Космос-956 је лансиран са космодрома Плесецк, СССР, 23. септембра 1977. Ракета-носач је поставила сателит у орбиту око планете Земље. Маса сателита при лансирању је износила 5000 килограма. Космос-956 је био сателит намијењен за електронско извиђање, јављање и навођење.